# Battaglia di Gamonal (1808)
La battaglia di Gamonal (conosciuta anche come "battaglia di Burgos") fu combattuta il 10 novembre 1808 durante la guerra d'indipendenza spagnola; lo scontro ebbe luogo nel corso della breve campagna di Napoleone in Spagna che si concluse in tre mesi con la sconfitta delle forze spagnole e l'evacuazione delle truppe britanniche.
La battaglia di Gamonal, vinta dal corpo francese guidato dal maresciallo Nicolas Soult contro le truppe spagnole del Conte de Belveder, fu il primo successo della campagna napoleonica ed ebbe grande importanza strategica. Il maresciallo Soult, appena arrivato sul campo, sbaragliò l'armata d'Estremadura e conquistò Burgos, occupando in questo modo un'importante posizione al centro dello schieramento spagnolo che avrebbe permesso a Napoleone di organizzare le sue abili manovre combinate per distruggere o disperdere le altre armate nemiche.

## Napoleone in Spagna
Dopo le inattese e pesanti sconfitte subite dall'esercito francese schierato nella penisola iberica, alla battaglia di Bailén ed alla battaglia di Vimeiro, che avevano costretto il fratello maggiore di Napoleone, Giuseppe Bonaparte, appena dichiarato nuovo sovrano spagnolo, ad abbandonare Madrid e ripiegare sul fiume Ebro con le sue residue forze, l'imperatore ritenne indispensabile assumere il comando in persona e, dopo aver trasferito una parte della Grande Armata a sud dei Pirenei, sconfiggere rapidamente i suoi nuovi nemici.
Dopo aver incontrato a Erfurt dal 27 settembre 1808 lo zar Alessandro per cercare di ottenerne l'appoggio contro un eventuale attacco dell'Austria sul fronte tedesco nel periodo in cui egli avrebbe dovuto impegnarsi con le sue truppe migliori in Spagna, Napoleone, nonostante i tentennamenti e la scarsa collaborazione dello zar, decise il 12 ottobre di sciogliere ufficialmente la Grande Armata; di lasciare in Baviera solo due corpi d'armata riuniti nella nuova Armata del Reno al comando del fidato maresciallo Louis-Nicolas Davout e trasferire con urgenza gli altri corpi e la Guardia imperiale, insieme ai suoi esperti marescialli, nella penisola iberica per la nuova campagna.

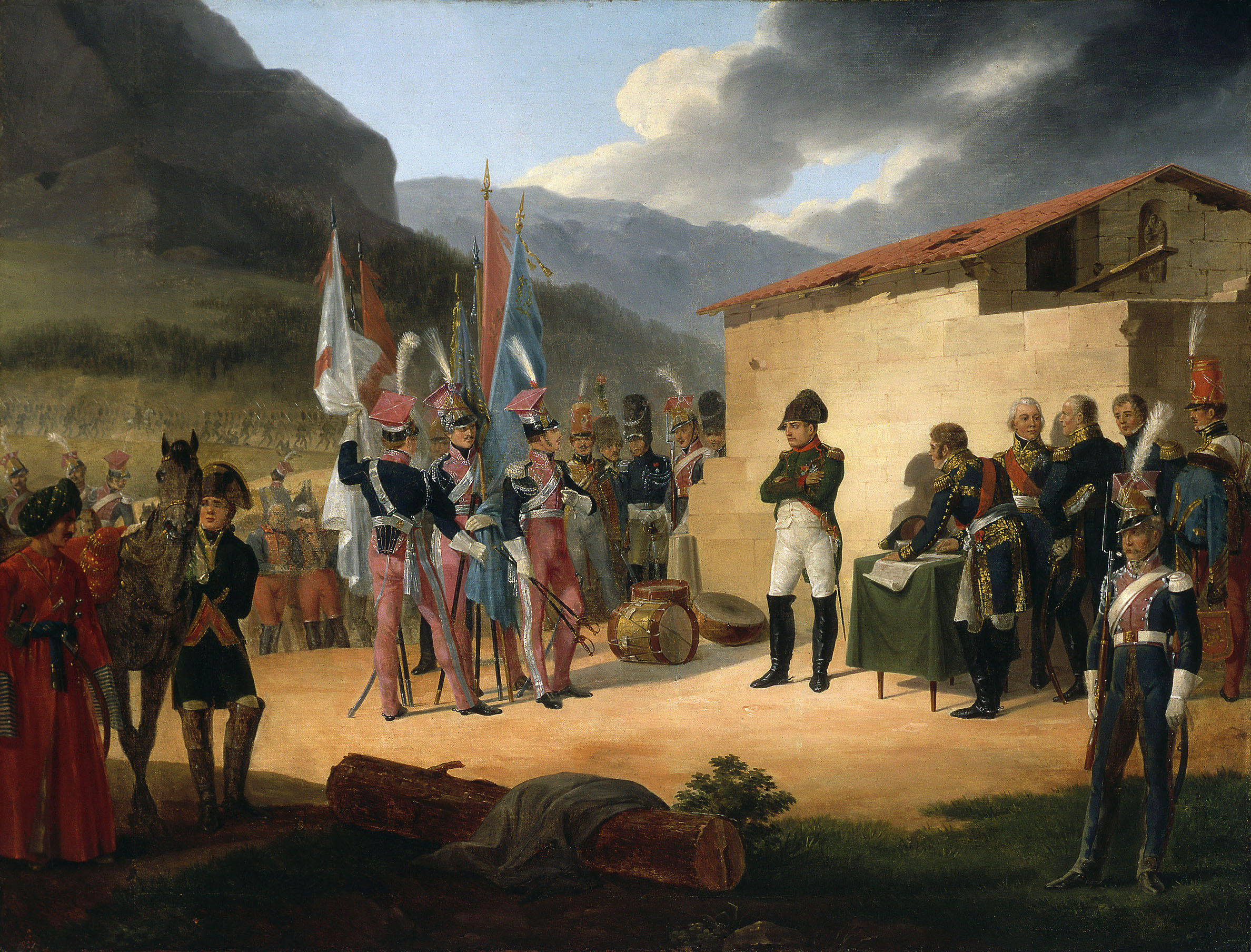
Napoleone durante le fasi iniziali della campagna in Spagna.

Mentre le sue truppe marciavano a tappe forzate verso la Spagna, Napoleone lasciò Parigi e si recò a Bayonne da dove ripartì la mattina dell'8 novembre 1808 per recarsi, accompagnato dal maresciallo Nicolas Soult e dal maresciallo Jean Lannes, a Vitoria e assumere il comando della Armata di Spagna; in questa città, dove giunse in serata, egli studiò rapidamente, sulla base delle informazioni disponibili, il suo piano di campagna. Per il momento l'imperatore non disponeva ancora di tutte le sue forze; il V corpo era ancora a nord dei Pirenei e l'VIII corpo, evacuato dal Portogallo dopo la convenzione di Sintra, era ancora in fase di sbarco sulle coste francesi. Inoltre il I corpo del maresciallo Claude Victor e il IV corpo del maresciallo François Joseph Lefebvre sul fianco destro non erano ancora concentrati; al centro il II corpo del maresciallo Jean Baptiste Bessières era a Briviesca; sulla sinistra il III corpo del maresciallo Jeannot de Moncey occupava Tafalla e Estella, mentre più dietro si stavano avvicinando a Vitoria il VI corpo del maresciallo Michel Ney e la Guardia imperiale.
Di fronte all'armata napoleonica le forze spagnole, disperse su tutto il fronte in tre raggruppamenti separati privi di un comandante in capo superiore, rischiavano la disfatta; sul fianco sinistro l'armata di Galizia del generale Joaquín Blake stava ripiegando verso Espinosa de los Monteros, mentre sulla destra l'armata del Centro dei generali Francisco Javier Castaños e José Palafox si trovava nella regione di Tudela e progettava di passare all'offensiva; dall'Estremadura stava marciando su Burgos una terza armata, comandata prima dal generale José Galluzo e poi dal Conte de Belveder. Il corpo di spedizione britannico del generale John Moore era molto più indietro ed aveva appena iniziato la marcia da Salamanca.
Napoleone prese quindi le sue decisioni strategiche per sfruttare la situazione favorevole: mentre il III corpo si sarebbe mantenuto sulla difensiva, il maresciallo Ney sarebbe avanzato su Aranda e i marescialli Victor e Lefebvre avrebbero agganciato frontalmente l'armata del generale Blake. L'attacco principale sarebbe stato sferrato al centro dal II corpo, di cui avrebbe subito assunto il comando il maresciallo Soult al posto del maresciallo Bessières; queste forze avrebbero marciato contro l'armata del Conte de Belveder, l'avrebbero sbaragliata e avrebbero conquistato Burgos, posizionandosi al centro dello schieramento del nemico, frazionandolo in due tronconi che sarebbero poi stati successivamente aggirati e distrutti. L'imperatore, con la Guardia imperiale e le riserve, avrebbe seguito subito dietro il II corpo d'armata.
Il maresciallo Soult raggiunse Briviesca al mattino del 9 novembre, assunse il comando ed entro poche ore diede inizio alla marcia forzata verso la città Monasterio che dominava la piana di Burgos, dove le truppe francesi arrivarono nella notte e dove fu organizzato il quartier generale del II corpo, mentre la cavalleria leggera proseguiva in avanti per tagliare le comunicazioni del nemico.

## La battaglia

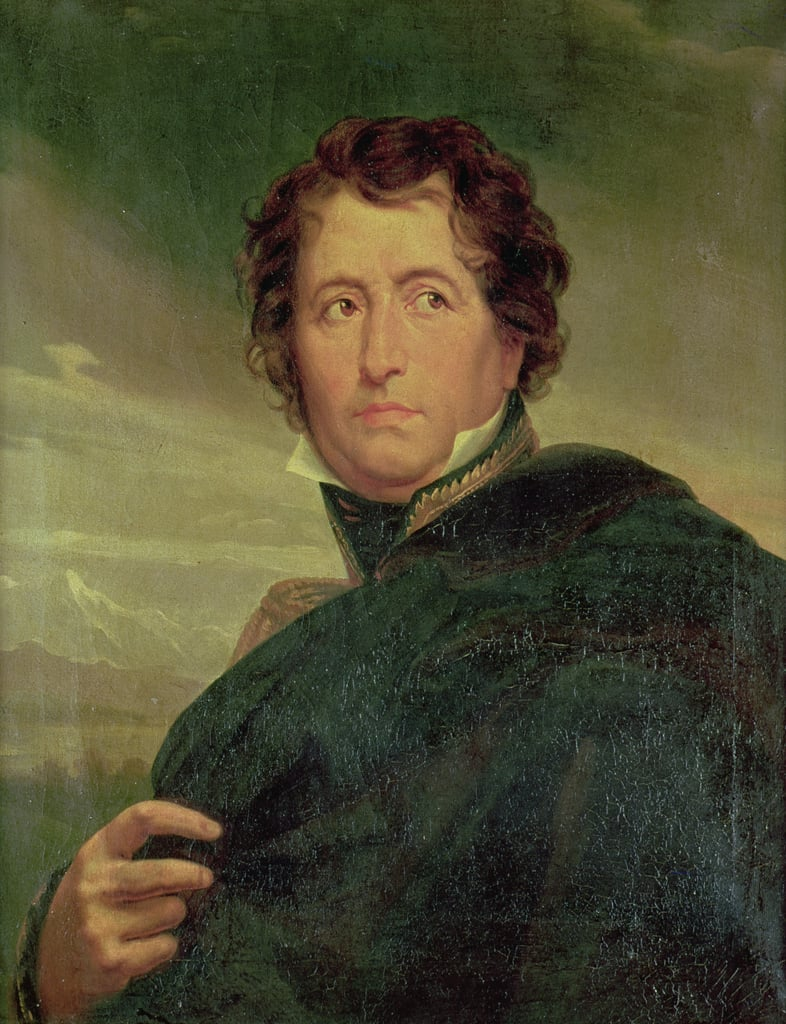
Il maresciallo Nicolas Soult guidò le truppe francesi nella battaglia di Gamonal.

Dopo uno scontro di avanguardie tra la cavalleria del generale Antoine Lasalle e un reparto spagnolo di 4 000 fanti, 1 100 cavalieri e otto cannoni a Villa Fria alle ore 06.00 del 10 novembre 1808, alla ore 08.00, mentre il maresciallo Soult stava arrivando sul posto a cavallo lungo la strada da Monasterio, la fanteria francese del II corpo arrivò, dopo aver marciato lungo due strade differenti, a Rio Bena e avanzò in massa su Villa Fria. L'avanguardia spagnola venne subito respinta su Gamonal dove il Conte de Belveder aveva schierato il grosso dell'armata d'Estremadura; le truppe dell'ala destra era posizionate su un terreno boscoso e non erano in contatto con il fiume Arlanzón, mentre l'ala sinistra si estendeva nel parco di Vellimer. L'esercito spagnolo disponeva di trenta cannoni ed era costituito da oltre 11 000 fanti e 1 100 cavalieri, mentre nelle alture dietro le forze regolari si trovavano circa 7 000-8 000 civili armati; le truppe regolari dell'armata d'Estremadura erano tra le truppe migliori dell'esercito, erano ben equipaggiati con materiali forniti dai britannici e comprendevano le guardie, i reggimenti di Maiorca, Zafra e Valencia de Alcántara, gli ussari di Valencia, i carabinieri reali; tuttavia non furono in grado di sostenere l'urto dei soldati francesi e la breve battaglia ebbe subito un andamento disastroso per le truppe del Conte de Belveder.

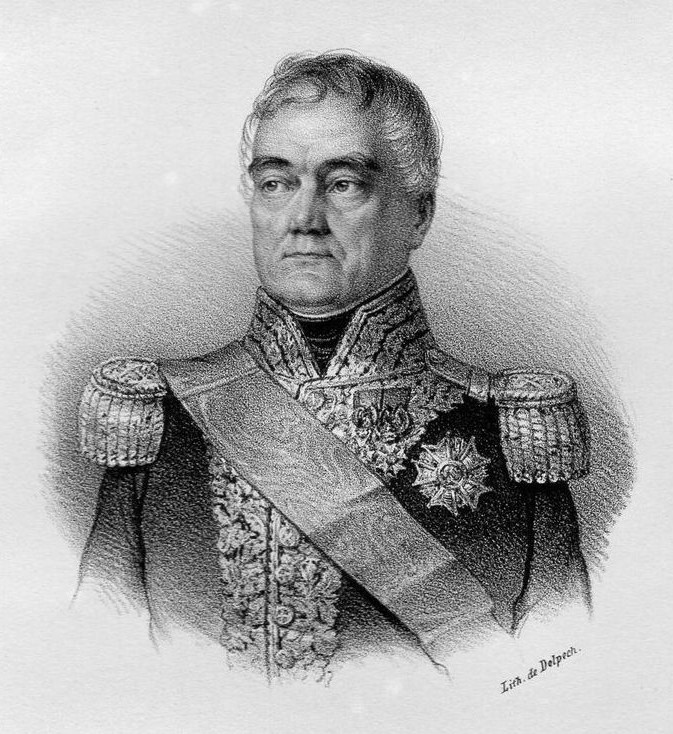
Il generale Georges Mouton.

La battaglia ebbe inizio con il fuoco dell'artiglieria spagnola lungo l'intera linea del fronte, mentre contemporaneamente la cavalleria del generale Lasalle iniziò a manovrare sulla destra nemica sfruttando il varco lungo il corso del Arlanzón; ma l'azione venne rapidamente decisa dall'attacco frontale della fanteria francese. Il maresciallo Soult, arrivato sul campo, sferrò l'attacco con la divisione veterana del generale Georges Mouton che, dopo essersi schierata in colonne, caricò con grande slancio e penetrò nel terreno boscoso, sbaragliando in breve tempo i difensori spagnoli; subito dopo entrò in azione anche la divisione del generale Jean Pierre Bonet che però non ebbe neppure bisogno di impegnare lo scontro a fuoco ed iniziò l'inseguimento del nemico in rotta dopo l'urto della truppe del generale Mouton.
L'ala sinistra spagnola, che non era stata ancora attaccata, si ritirò a sua volta nella confusione dopo il cedimento della destra e quindi l'armata francese poté avanzare rapidamente e fece subito irruzione dentro Burgos quasi contemporaneamente ai soldati spagnoli superstiti in fuga; superò ogni opposizione e conquistò d'assalto la città. A questo punto il maresciallo Bessières, che aveva assunto il comando di tutta la cavalleria pesante francese, passò all'attacco lungo la strada di Madrid, superò con i suoi cavalieri l'Arlanzón, catturò molti pezzi d'artiglieria e colpì i soldati spagnoli superstiti; anche un gruppo di soldati catalani presenti oltre il fiume furono dispersi dall'attacco dalla cavalleria. La disfatta spagnola fu completa; l'armata d'Estremadura fu distrutta, subendo la perdita di 2 500 morti, 900 prigionieri, trenta cannoni; furono raccolti dai francesi anche 4 000 fucili e trenta carri di munizioni; i superstiti si disgregarono nella rotta; il Conte de Belverer riuscì a scampare ed a raggiungere Lerma nella serata, dove raccolse alcuni battaglioni che non avevano partecipato alla battaglia con cui ripiegò nella notte verso Aranda sul Duero.
A Burgos i francesi catturarono i depositi e i magazzini dell'armata spagnola disfatta; il maresciallo Soult, che aveva in poche ore vinto la battaglia e conquistato l'importante città, decise di sfruttare la situazione e continuare ad avanzare in differenti direzioni. Mentre una colonna venne diretta all'inseguimento del nemico verso Lerma, altri reparti del II corpo marciarono in direzione di Palencia e Valladolid, mentre il maresciallo prese il comando della colonna più importante e sempre il 10 novembre iniziò ad avanzare a nord in direzione di Reinosa dove avrebbe potuto tagliare le vie di comunicazione dell'Armata di Galizia del generale Blake, secondo il progetto strategico generale di Napoleone.

## Conseguenze
Nello stesso 10 novembre, mentre il maresciallo Soult occupava Burgos, i marescialli Victor e Lefebvre erano ancora impegnati nella battaglia di Espinosa de los Monteros contro l'armata del generale Blake che respinse per tutto il giorno i loro attacchi; solo l'11 novembre i francesi riuscirono ad avere la meglio ma non poterono impedire la ritirata dei 12 000 superstiti dell'armata di Galizia, che ripiegarono rapidamente verso ovest senza essere inseguiti da vicino. Il piano di Napoleone di conquista della posizione centrale e di aggiramento sui due lati delle armate spagnole quindi venne messo in atto ma non ottenne tutti i risultati previsti dall'imperatore. Il maresciallo Soult raggiunse Reinosa il 14 novembre dopo una marcia forzata su terreno montuoso di quasi cento chilometri ma nel frattempo il generale Blake era già sfuggito e sarebbe riuscito, dopo un'estenuante marcia su strade secondarie, a portare in salvo a León il 23 novembre circa 10 000 soldati. Nelle settimane seguenti anche la seconda manovra di accerchiamento di Napoleone, contro l'armata del Centro, sarebbe riuscita solo parzialmente a causa della scarsa collaborazione tra i marescialli Lannes e Ney e delle difficoltà di movimento nell'aspro territorio spagnolo.